# Stefan Kozlov
Stefan Kozlov (in macedone Стефан Козлов?; Skopje, 1º febbraio 1998) è un tennista macedone naturalizzato statunitense.
È attivo in prevalenza nei circuiti minori, nei quali ha vinto diversi titoli sia in singolare che in doppio. Nei tornei ATP non è andato oltre i quarti di finale disputati in singolare nel torneo di 's-Hertogenbosch del 2016. I suoi migliori ranking ATP sono stati il 103º in singolare nel luglio 2022 e il 180º in doppio nel giugno 2017.

## Carriera

### Junior
Comincia a frequentare il circuito ITF juniores nel marzo 2011 a soli tredici anni e, al secondo torneo giocato, raggiunge la prima finale in un G4 a Plantation, in Florida. Entro fine stagione si qualifica per la finale anche a Filadelfia e si aggiudica il G5 di Waco, Texas, sia in singolare che in doppio. Il primo risultato di rilievo in singolare arriva nell'aprile 2012 con la finale al G1 di Carson, California. Nel marzo 2013 viene sconfitto da Gianluigi Quinzi nella finale della Copa Gerdau, la prima nella categoria GA, raggiunge poi per il secondo anno consecutivo la finale a Carson dove batte Wiersholm in due set, nella stessa stagione esce sconfitto anche dalle finali del G1 di College Park e del prestigioso Orange Bowl. Nel 2014 vince tre soli game nella finale degli Australian Open contro Alexander Zverev, risultato grazie al quale raggiunge la seconda posizione del ranking combinato. Quell'anno perde anche l'atto conclusivo a Wimbledon contro Noah Rubin e chiude la carriera juniores aggiudicandosi l'Orange Bowl sia in singolare, battendo in finale Stefanos Tsitsipas per 2-6, 6-3, 6-2, sia in doppio assieme a Michael Mmoh.

### Professionisti
Kozlov disputa il primo torneo di categoria Futures nel luglio 2012 e comincia a partecipare assiduamente a tornei professionistici nei primi mesi del 2014. Dopo una semifinale e un quarto di finale, il 5 ottobre di quell'anno raggiunge la sua prima finale in un torneo Challenger a Sacramento sconfiggendo in successione Ryan Harrison, John-Patrick Smith, Rhyne Williams e Tim Smyczek, uscendo sconfitto solo nel confronto con il numero 47 ed ex 17º delle classifiche mondiali Sam Querrey, scalando così 320 posizioni del ranking.

## Statistiche
Aggiornate al 24 marzo 2024.

### Tornei minori

#### Singolare

##### Vittorie (9)
| Legenda tornei minori |
| Challenger (5)        |
| Futures (4)           |

| N. | Data              | Torneo                                                | Superficie  | Avversario in finale | Punteggio            |
| 1. | 25 ottobre 2015   | Belarus F4, Minsk                                     | Cemento (i) | Dzmitry Zhyrmont     | 6–1, 7–6(1)          |
| 2. | 10 gennaio 2016   | USA F1, Los Angeles                                   | Cemento     | Philip Bester        | 7–6(7), 6(3)–7, 6–3  |
| 3. | 13 marzo 2016     | Canada F2, Sherbrooke                                 | Cemento (i) | Lloyd Glasspool      | 4–6, 6–4, 6–4        |
| 4. | 17 aprile 2016    | USA F13, Little Rock                                  | Cemento     | Eric Quigley         | 6(3)–7, 6–3, 7–6(10) |
| 5. | 27 novembre 2016  | Columbus Challenger, Columbus                         | Cemento (i) | Tennys Sandgren      | 6–1, 2–6, 6–2        |
| 6. | 28 ottobre 2017   | Las Vegas Tennis Open, Las Vegas                      | Cemento     | Liam Broady          | 3–6, 7–5, 6–4        |
| 7. | 26 settembre 2021 | Columbus Challenger, Columbus                         | Cemento (i) | Max Purcell          | 4–6, 6–2, 6–4        |
| 8. | 7 novembre 2021   | Charlottesville Men's Pro Challenger, Charlottesville | Cemento (i) | Aleksandar Vukic     | 6–2, 6–3             |
| 9. | 21 novembre 2021  | Champaign-Urbana Challenger, Champaign                | Cemento (i) | Aleksandar Vukic     | 5–7, 6–3, 6–4        |

##### Finali perse (9)
| Legenda tornei minori |
| Challenger (5)        |
| Futures (4)           |

| N. | Data            | Torneo                                        | Superficie  | Avversario in finale | Punteggio        |
| 1. | 5 ottobre 2014  | Sacramento Pro Circuit Challenger, Sacramento | Cemento     | Sam Querrey          | 3-6, 4-6         |
| 2. | 10 maggio 2015  | USA F15, Orange Park                          | Cemento     | Darian King          | 2–6, 6–3, 0–6    |
| 3. | 17 maggio 2015  | Mexico F3, Città del Messico                  | Cemento     | Iván Endara          | 1–6, 6(3)–7      |
| 4. | 18 ottobre 2015 | Belarus F3, Minsk                             | Cemento (i) | Dzmitry Zhyrmont     | 1–6, 4–6         |
| 5. | 10 aprile 2016  | Open Guadeloupe, Le Gosier                    | Cemento     | Malek Jaziri         | 2–6, 4–6         |
| 6. | 30 ottobre 2016 | China International Suzhou, Suzhou            | Cemento     | Lu Yen-hsun          | 0–6, 1–6         |
| 7. | 27 marzo 2019   | M25 Calabasas, Calabasas                      | Cemento     | Alexander Ritschard  | 2–6, 6–0, 6(5)–7 |
| 8. | 31 ottobre 2021 | Las Vegas Tennis Open, Las Vegas              | Cemento     | Jeffrey John Wolf    | 4–6, 4–6         |
| 9. | 30 ottobre 2022 | Las Vegas Tennis Open, Las Vegas              | Cemento     | Tennys Sandgren      | 5-7, 3-6         |

#### Doppio

##### Vittorie (6)
| Legenda tornei minori |
| Challenger (4)        |
| Futures (2)           |

| N. | Data              | Torneo                                          | Superficie  | Compagno           | Avversari in finale              | Punteggio           |
| 1. | 15 novembre 2013  | USA F31, Bradenton                              | Terra rossa | Sekou Bangoura     | Devin McCarthy Tommy Mylnikov    | 6–2, 6–4            |
| 2. | 1º febbraio 2015  | Royal Lahaina Challenger, Maui                  | Cemento     | Jared Donaldson    | Chase Buchanan Rhyne Williams    | 6–3, 6–4            |
| 3. | 6 marzo 2016      | Canada F1, Gatineau                             | Cemento (i) | Kaichi Uchida      | Sebastian Fanselow Adrian Sikora | 7–6(5), 6–3         |
| 4. | 10 luglio 2016    | Winnetka USTA Pro Tennis Championship, Winnetka | Cemento     | John-Patrick Smith | Sekou Bangoura David O'Hare      | 6–3, 6–3            |
| 5. | 1º agosto 2021    | Lexington Challenger, Lexington                 | Cemento     | Liam Draxl         | Alex Rybakov Reese Stalder       | 6–2, 6(5)–7, [10–7] |
| 6. | 25 settembre 2021 | Columbus Challenger, Columbus                   | Cemento (i) | Peter Polansky     | Andrew Lutschaunig James Trotter | 7–5, 7–6(5)         |

##### Finali perse (7)
| Legenda tornei minori |
| Challenger (5)        |
| Futures (2)           |

| N. | Data              | Torneo                    | Superficie      | Compagno        | Avversari in finale                   | Punteggio        |
| 1. | 23 maggio 2014    | Spain F10, Vic            | Terra rossa     | Noah Rubin      | Sergio Martos Gornés Pol Toledo Bagué | 2–6, 5–7         |
| 2. | 4 ottobre 2015    | Croatia F18, Solin        | Terra rossa (i) | Nino Serdarušić | Zdeněk Kolář Tomas Toman              | 4–6, 6–2, [6–10] |
| 3. | 18 settembre 2016 | Cary Challenger, Cary     | Cemento         | Austin Krajicek | Philip Bester Peter Polansky          | 2–6, 2–6         |
| 4. | 23 ottobre 2016   | Ningbo Challenger, Ningbo | Cemento         | Akira Santillan | Jonathan Eysseric Serhij Stachovs'kyj | 4–6, 6(4)–7      |
| 5. | 23 aprile 2017    | Sarasota Open, Sarasota   | Terra verde     | Peter Polansky  | Scott Lipsky Jürgen Melzer            | 2–6, 4–6         |
| 6. | 18 settembre 2021 | Cary Challenger II, Cary  | Cemento         | Peter Polansky  | Max Schnur William Blumberg           | 4–6, 6–1, [4–10] |
| 7. | 23 marzo 2024     | Yucatán Open, Mérida      | Terra rossa     | Boris Kozlov    | Thomas John Fancutt Hunter Reese      | 5-7, 3-6         |